# اسخنکل‌دیک، بینن‌ماس
اسخنکل‌دیک (به هلندی: Schenkeldijk) یک منطقهٔ مسکونی در هلند است که در بینن‌ماس واقع شده‌است.